# Thienemanniella fuga
Thienemanniella fuga är en tvåvingeart som beskrevs av Lehmann 1979. Thienemanniella fuga ingår i släktet Thienemanniella och familjen fjädermyggor.
Artens utbredningsområde är Kongo. Inga underarter finns listade i Catalogue of Life.